# جیمز ویلکس
جیمز ویلکس (انگلیسی: James Wilks؛ زادهٔ ۵ آوریل ۱۹۷۸) ورزشکار هنرهای رزمی ترکیبی و تکواندوکار اهل بریتانیا است. وی بین سال‌های ۲۰۰۳ تا ۲۰۱۲ میلادی فعالیت می‌کرد.